# Lucius Cincius (antiquaire)
Ne doit pas être confondu avec Lucius Cincius Alimentus.
Lucius Cincius est un auteur romain qui aurait vécu à la fin de la république et au début du principat.
Des fragments de ses œuvres, toutes perdues, nous sont parvenus par Festus le Grammairien ainsi que Macrobe et Aulu-Gelle.
Il aurait écrit sur les comices (de comitiis), les consuls (de consulum potestate), les fastes (de fastis), les initiations (mystagogica), le métier de jurisconsulte (de officio jurisconsulti), l'art militaire (de re militari) et les mots anciens (de verbis priscis).

## Fragments
- de fastis :
  - Macrobe, Saturnales, I, 12, 12.
- de consultum potestate :
  - Festus, Signification des mots, s.v. Praetor.
- de officio iurisconsulti :
  - Festus, op. cit., s.v. Patricii.
  - Festus, 173, 10.
  - Festus, 323, 29.
- mystagogica :
  - Festus, op. cit., s.v. Trientem tertiim pondo : « id signifIcare ait Cincius in Mystagogicon lib. II duas libras pondo et trientem »
- de re militari :
  - Aulu-Gelle, Nuits attiques, 16, 4.
- de verbis priscis :
  - Festus, op. cit., s.v. Premere.
  - Festus, 277, 4 et 330, 8.

## Éditions
Gino Funaioli, Grammaticae Romanae Fragmenta, 1907, p. 372-382. Lire sur archive.org.
Philipp Eduard Huschke, Iurisprudentiae Anteiustinianae quae supersunt, 19086, p. 24-32. Lire sur Gallica . 

## Sources
- Jacques Heurgon, « L. Cincius et la loi du Clavus annalis », Studi in onore di Enrica Malcovati, Pavia, Università, Athenaeum, Nuova serie, XLII, 1964, p. 432-437.
- Henry Bardon, La littérature latine inconnue, Paris, Klincksieck 1956.